# Jan Ovelgönne
Jan Henrik Ovelgönne (* 30. Juni 1975 in Volkach) ist ein deutscher Politiker (Bündnis 90/Die Grünen). Von März bis Juli 2024 war er Abgeordneter im Europäischen Parlament.

## Leben
Ovelgönne war von 1996 bis 2013 als Fotograf tätig. Von 2013 bis 2017 studierte er Angewandte Sozialwissenschaften an der Fachhochschule Dortmund. Er schloss das Studium mit dem Bachelor of Arts ab. Von 2017 bis 2019 war er als Sozialarbeiter am Klinikum Hochsauerland tätig. Von 2019 bis 2022 studierte er Sozioökonomie an der Universität Duisburg-Essen. Er schloss das Studium mit dem Master of Arts ab. Von April 2023 bis zu seinem eigenen Einzug ins Europaparlament im März 2024 war Ovelgönne für den Europaabgeordneten Rasmus Andresen tätig.
Ovelgönne lebt in Arnsberg.

## Politik
Ovelgönne ist seit 2013 Mitglied von Bündnis 90/Die Grünen. Er kandidierte bei der Europawahl 2019 für seine Partei, verfehlte jedoch zunächst den Einzug ins Europaparlament. Er rückte am 12. März 2024 für Malte Gallée ins Europaparlament nach.
Zur Europawahl 2024 trat er nicht wieder an und schied daher mit der konstituierenden Sitzung am 16. Juli 2024 aus dem Parlament aus.